# Leukophan
Leukophan ist ein selten vorkommendes Mineral aus der Mineralklasse der „Silikate und Germanate“. Es kristallisiert im orthorhombischen Kristallsystem mit der chemischen Zusammensetzung NaCaBe[4][F|Si2O6]. 
Leukophan entwickelt meist tafelige bis kurzprismatische Kristalle bis etwa drei Zentimeter Länge mit glasähnlichem Glanz auf den Oberflächen. Des Weiteren gbt es verschiedene Zwillingsbildungen wie beispielsweise Durchdringungsvierlinge, polysynthetische und pseudotetragonale Zwillinge. Daneben kommt Leukophan auch in Form von radialstrahligen, faserigen Sphärolithen vor.
In reiner Form ist Leukophan farblos und durchsichtig. Durch vielfache Lichtbrechung aufgrund von Gitterbaufehlern oder polykristalliner Ausbildung kann er aber auch weiß erscheinen und durch Fremdbeimengungen eine grünlichweiße, weingelbe oder tiefgrüne Farbe mit einem gelblichen Stich annehmen, wobei die Transparenz entsprechend abnimmt. Seine Strichfarbe ist dagegen immer weiß.

## Etymologie und Geschichte
Der Name Leukophan ist ein zusammengesetztes Wort aus den altgriechischen Begriffen λευκός leukós für „weiß“ und φαίνω phaínō für „scheinen“ oder „erscheinen“. Leukophan ist also ein Mineral, das überwiegend weiß erscheint.
Erstmals entdeckt wurde Leukophan 1829 auf der Insel Låven (Skådön; Lamö; Lamanskjaer) im Langesundsfjord in der norwegischen Provinz Vestfold und beschrieben 1840 durch Jens Esmark.

## Klassifikation
Bereits in der veralteten, aber teilweise noch gebräuchlichen 8. Auflage der Mineralsystematik nach Strunz gehörte der Leukophan zur Mineralklasse der „Silikate und Germanate“ und dort zur Abteilung der „Kettensilikate und Bandsilikate (Inosilikate)“, wo er zusammen mit Balangeroit, Gageit und Rait die unbenannte Gruppe VIII/F.24 bildete.
Die seit 2001 gültige und von der International Mineralogical Association (IMA) verwendete 9. Auflage der Strunz’schen Mineralsystematik ordnet den Leukophan ebenfalls in die Abteilung der „Ketten- und Bandsilikate (Inosilikate)“ ein. Diese ist allerdings weiter unterteilt nach der Struktur der Ketten, so dass das Mineral entsprechend seiner Zusammensetzung in der Unterabteilung „Ketten- und Bandsilikate mit 4-periodischen Einfachketten, Si4O12“ zu finden ist, wo es als einziges Mitglied die unbenannte Gruppe 9.DH.05 bildet.
Auch die vorwiegend im englischen Sprachraum gebräuchliche Systematik der Minerale nach Dana ordnet den Leukophan in die Klasse der „Silikate und Germanate“, dort allerdings in die Abteilung der „Gruppensilikate: Si2O7-Gruppen, generell ohne zusätzliche Anionen“ ein. Hier ist er zusammen mit Fresnoit, Hardystonit, Jeffreyit, Meliphanit und Gugiait in der „Fresnoitgruppe“ mit der System-Nr. 55.04.02 innerhalb der Unterabteilung „Gruppensilikate: Si2O7-Gruppen, generell ohne zusätzliche Anionen und mit Kationen in [8] und niedrigerer Koordination“ zu finden.

## Kristallstruktur
Leukophan kristallisiert orthorhombisch in der Raumgruppe P212121 (Raumgruppen-Nr. 19) mit den Gitterparametern a = 7,40 Å; b = 7,41 Å und c = 9,99 Å sowie 4 Formeleinheiten pro Elementarzelle.

## Eigenschaften
Unter UV-Licht zeigen manche Leukophane eine rosa bis blauviolette Fluoreszenz. Zudem können sie stark phosphoreszierend und pyroelektrisch sein.

## Bildung und Fundorte

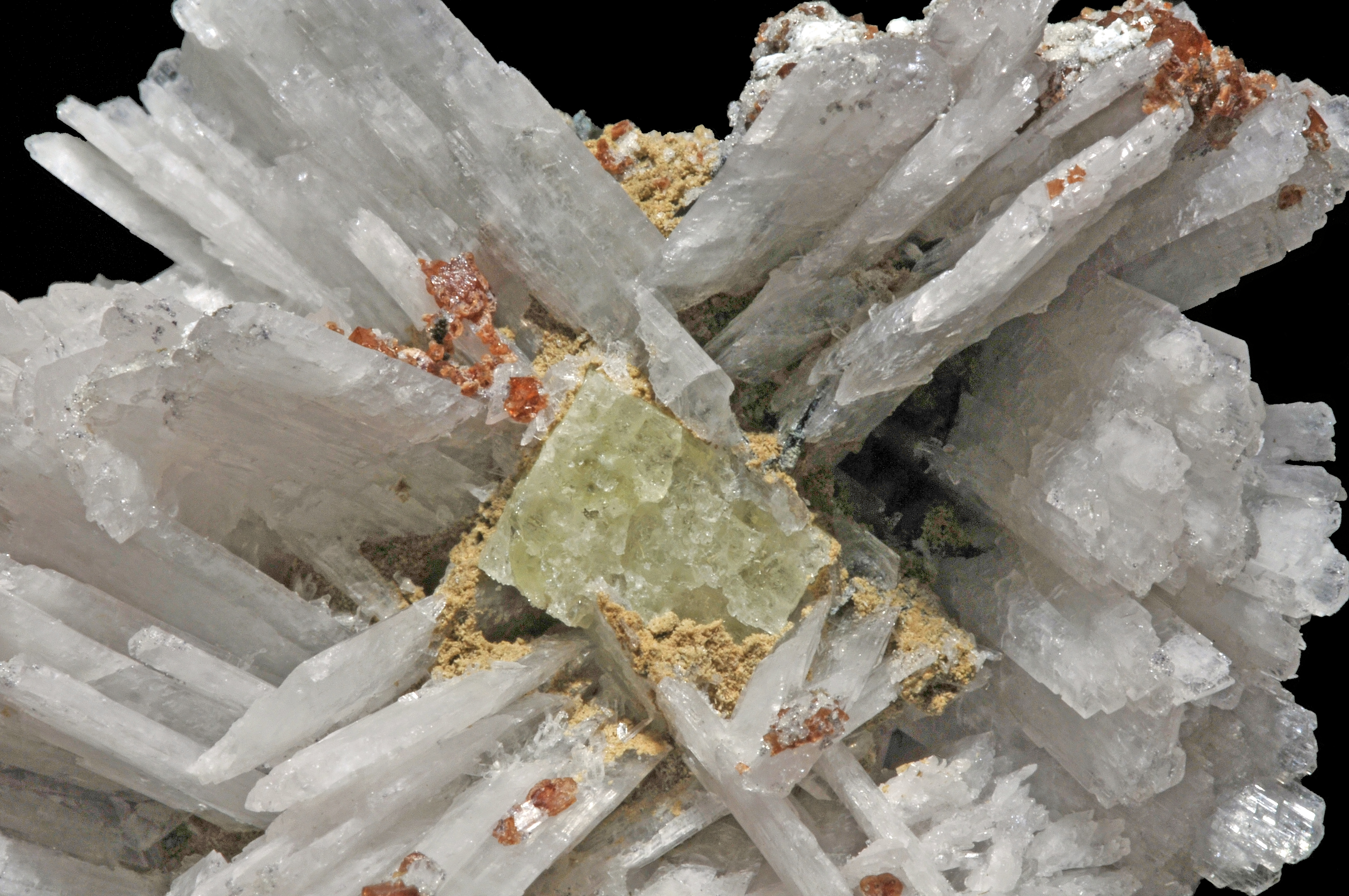
Leukophan (gelblich, Bildmitte), Natrolith (weiß), Rhodochrosit (gelblichrot) und Aegirin (schwarz) vom Mont Saint-Hilaire, Québec, Kanada

Leukophan bildet sich in Pegmatiten und Augit-Syeniten, wo er unter anderem mit Aegirin, Albit, Analcim, Ankylit, Astrophyllit, Epididymit, Fluorit, Katapleiit, Natrolith, Orthoklas, Polylithionit, Rhodochrosit und Serandit vergesellschaftet auftritt.
Als seltene Mineralbildung konnte Leukophan nur an wenigen Fundorten nachgewiesen, wobei bisher (Stand 2015) rund 60 Fundorte bekannt sind. Neben seiner Typlokalität Låven trat das Mineral noch an vielen weiteren Orten in der Provinz Vestfold wie unter anderem Farris und Lågendalen bei Hedrum sowie Tjølling und Tvedalen im Langesundsfjord in der Kommune Larvik. Daneben kommt Leukophan in Norwegen noch an einigen Orten in der Provinz Telemark vor wie unter anderem bei Risør auf der Insel Risøya.
Weitere Fundorte liegen unter anderem im Ilimmaasaq-Komplex im Südwesten von Grönland, auf der zu den Îles de Los gehörenden Insel Roume in Guinea, im Steinbruch Poudrette am Mont Saint-Hilaire in Kanada, am Berg Akzhaylyautas im Tarbagataigebirge in Kasachstan, in den Chibinen und der Lowosero-Tundra in Russland, am Gletscher Dara-i-Pioz (Darai-Pioz) im Alaigebirge in Tadschikistan und bei Schytkawitschy im Verwaltungsbezirk Homelskaja Woblasz in Weißrussland.